# (1231) Auricula
(1231) Auricula ist ein Asteroid des Hauptgürtels, der am 10. Oktober 1931 von dem deutschen Astronomen Karl Wilhelm Reinmuth an der Landessternwarte Heidelberg-Königstuhl der Universität Heidelberg entdeckt wurde.
Der Name des Asteroiden ist nach der Pflanzenart der Aurikel abgeleitet.
Die Initialen der Asteroiden mit den Nummern 1227 bis 1234, die alle von Reinmuth entdeckt wurden, bilden zusammen G STRACKE, den Namen des deutschen Astronomen und Berechners von Asteroidenbahnen Gustav Stracke, der darum gebeten hatte, dass nach ihm kein Asteroid benannt werden sollte (siehe dort).